# 罗弘昊
罗弘昊（2000年1月31日—），生于江西省南昌市，中国职业斯诺克运动员。他在4岁时开始练习钢琴，并曾考取钢琴9级证书。数年后他放弃钢琴，决定专攻斯诺克，11岁时便在中国青少年系列赛中获得少年组冠军。